# Megaleptoperla diminuta
Megaleptoperla diminuta is een steenvlieg uit de familie Gripopterygidae. De wetenschappelijke naam van de soort is voor het eerst geldig gepubliceerd in 1938 door Kimmins.